# La Naissance de l'amour
La Naissance de l'amour és una pel·lícula franco-suïssa dirigida per Philippe Garrel, estrenada el 1993.

## Argument
A París, el 1991, moltes persones tenen dificultats per viure en pau en les seves respectives relacions romàntiques.
Marcus és un escriptor que sembla obsessionat amb les seves ganes d'escriure però que mostra una falsa confiança. La seva companya Hélène, una pintora restauradora, el troba massa egoista i marxa a treballar a Roma, mentre el deixa per un altre home. Per la seva banda, Paul, actor i amic de Marcus, es troba dividit entre el seu desig de salvar la unitat de la seva família (en el moment en què la seva dona, Fanchon, dona a llum el seu segon fill) i el seu desig de viure en relacions adúlteres, sobretot amb l'Ulrika, una alemanya que no està preparada per reviure una història d'amor.
Marcus i Paul acaben agafant junts el camí de Roma. Marcus hi torna a connectar amb Hélène, mentre Paul vaga i desitja tornar a París per trobar uns jove admiradors que es converteixi en la seva nova amant.

## Repartiment
- Lou Castel : Paul
- Jean-Pierre Léaud : Marcus
- Johanna ter Steege : Ulrika, amant de Paul
- Dominique Reymond: Hélène, dona de Marcus
- Marie-Paule Laval: Fanchon, dona de Paul
- Aurélia Alcaïs: la jove, admiradora i després amant de Paul
- Margi Clarke: la dona de Cadix
- Max McCarthy: Pierre, fill de Paul i Fanchon
- Georges Lavaudant: el director
- Michèle Gleizer: una actriu del "Cercle de Guix Caucasià"
- Marie-Armelle Deguy: una actriu del Cercle de Guix Caucasià
- Bernard Ballet: un actor del Cercle de Guix Caucasià
- Pierre Clillar: una actriu del Cercle de Guix Caucasià
- Antonin Salsmann: un comediant del Cercle de Guix Caucasià
- Bernard Bloch: l'oficial de duanes
- Pierre Martot: Jean
- Anne Macina: Clara
- Touria Jabrane: una dona àrab
- Laurence Girard: el farmacèutic
- Anne Aor: la llevadora
- Serge Thiriet: l'amant d'Hélène
- Charlotte Godfroy: la petita Judith, filla de Paul i Fanchon

## Banda sonora
La música es va gravar en un estudi equipat amb una gran pantalla. Philippe Garrel va demanar a John Cale que portés un piano i l'instal·lés davant de la pantalla perquè el músic pogués compondre directament davant de les imatges de la pel·lícula. El músic va subratllar l'entesa entre ell i Philippe Garrel durant aquest enregistrament: a mesura que avançava el treball, es va sentir protegit i embolcallat a la pel·lícula i cada cop era més fàcil apropar-se al desig del director.

## Influència
Un extracte del diàleg de la pel·lícula (amb la veu de Jean-Pierre Léaud i més secundàriament la de Lou Castel) va ser mostrat pel grup francès Troublemakers al començament del seu títol Get Misunderstood, a l'àlbum Doubts & Convictions, publicat l'any 2001.
Aquest diàleg ("Ningú sap què passa avui perquè ningú vol que passi res....") que s'ha convertit en "de culte" s'utilitza sovint en muntatges sonors i radiofònics.